# Exilio republicano español en Puerto Rico
El exilio republicano español en Puerto Rico fue un proceso histórico que se produjo como consecuencia del fin de la Guerra Civil Española, y el advenimiento de la dictadura de Francisco Franco. Los lugares de destino de los exiliados —los miembros del derrotado bando republicano y sus familias— fueron diversos, destacándose el recibimiento de los países latinoamericanos que les permitieron residir entre sus fronteras. Entre los países que recibieron la mayor cantidad de refugiados se encontraron Argentina, Uruguay, Colombia, México, Perú, Chile y Venezuela. 
En el caso de Puerto Rico, la acogida de los exiliados españoles se produjo sobre todo alrededor de la intelectualidad y en el ámbito de la Universidad de Puerto Rico. Para algunas fuentes, esta llegada fue instrumentada para perfilar el proyecto político del gobernador Luis Muñoz Marín, con el que se buscaba la consolidación de un nacionalismo cultural basado en la identidad hispana.

## Historia

### Antecedentes
A diferencia de Cuba y Filipinas, en Puerto Rico los movimientos independentistas tuvieron un carácter minoritario y la mayoría de la población reclamaba una autonomía. Puerto Rico formó parte de España hasta 1898, cuando terminó la guerra hispano-estadounidense. Los colonizadores de Estados Unidos entraron en la historia puertorriqueña al entrar en guerra con España e invadir y conquistar la Isla el 25 de julio de 1898. El 10 de diciembre de 1898 se firmó el Tratado de París, por el que España era obligada a ceder Puerto Rico a Estados Unidos. Muchos autores atribuyen a la salida de Puerto Rico del espacio español "un trauma para el puertorriqueño" y en los años siguientes, el discurso hispanófilo sirvió como refuerzo de la identidad frente a la americanización de la isla, por el cual nace la Universidad de Puerto Rico (1903).
Uno de los motivos por los que en Puerto Rico se siguió con interés la guerra civil española fue los enormes intercambios culturales que todavía existían como la colaboración de la Universidad de Puerto Rico, el programa de becas para que jóvenes puertorriqueños cursaran sus estudios en Madrid (cursada por intelectuales como Antonio Salvador Pedreira, Margot Arce...), así como la colonia de españolas que todavía quedaba en la isla (muchos de ellos inmigrantes de finales del siglo XIX y de sus descendientes), de perfil conservador y económicamente poderosa.Durante la guerra civil, hubo concentraciones de apoyo a la Segunda República Española como la celebración del Séptimo Aniversario de la República española y el homenaje a la República española en el Teatro Municipal de San Juan (en 1938), se fundaron entidades de ayuda como Pro-Democracia Española y hubo Brigadistas Internacionales puertorriqueños. Sin embargo, de la misma forma, hubo puertorriqueños que simpatizaron con los sublevados y recaudaron dinero para el bando nacional.

### Llegada a Puerto Rico
Para las leyes de inmigración estadounidenses (y por ende, las de Puerto Rico), la gran mayoría de los exiliados españoles no cumplían los requisitos para ser considerados como refugiados y, hasta el fin de la Segunda Guerra Mundial, no pudieron entrar al país (aunque como inmigrantes).Estos requisitos consistían en haber nacido en Puerto Rico, tener parentesco de primer grado con algún habitante de la isla o por motivos laborales, criterio que usaron tanto Fernando de los Ríos como Federico de Onís para hacer llegar exiliados republicanos.Por su singular posición geográfica y situación política, Puerto Rico se convirtió en punto de encuentro y vía de proyección y comunicación del exilio de EEUU y el Caribe con el del del resto de América Latina.
Jaime Benítez Rexach, rector de la Universidad de Puerto Rico desde 1942, fue una figura clave en la acogida de españoles y que la intensa vida cultural que llevaron intelectuales como Juan Ramón Jiménez y Zenobia Camprubí, Pau Casals o Francisco Ayala. El rector confiaba en la educación como eje de un proyecto de país para modernizar Puerto Rico, mediante la incorporación de talento extranjero (principalmente republicanos españoles) que paliase la falta de personal cualificado en ciertas ramas de conocimiento. Tanto Jaime Benítez como el senador y futuro gobernador, Luis Muñoz Marín, formaban parte del Partido Popular Democrático (PPD) y tenían como objetivo principal lidiar con los problemas de pobreza que tenía la isla, haciendo una sociedad más igualitaria mediante la educación, y afianzando una identidad puertorriqueña basada en la españolidad.

### Vida en Puerto Rico
Muchos de los exiliados que llegaron a la Universidad de Puerto Rico llegaron a alcanzar puestos de poder e influencia en los decanatos, importantes ayudas y puestos importantes en las directivas de revistas divulgativas. Además muchos intelectuales republicanos, como Francisco Ayala o María Zambrano, tuvieron impacto en la Convención Constitucional de Puerto Rico que redactó la Constitución de Puerto Rico de 1950 la que se definió su estado actual de Estado Libre Asociado. El exilio republicano también participó en la operación Serenidad de mediados de la década de los cincuenta, que buscaba afianzar la identidad boricua. Con ella, siendo el exiliado Pau Casals uno de las figuras más importantes, se buscaba unir las visiones culturales salidas de la Universidad de Puerto Rico (elitista y occidental) y del Instituto de Cultura Puertorriqueña (popular y puertorriqueñista).

## Homenajes
Entre junio y septiembre de 2023, se celebró en la Biblioteca Nacional de España en Madrid la exposición El exilio intelectual español en Puerto Rico, toma como hilo conductor la historia de amor y de trabajo intelectual de Juan Ramón Jiménez y Zenobia Camprubí.